# Ясенная
Ясенная — деревня в Смоленском районе Смоленской области России. Входит в состав Михновского сельского поселения. Население — 262 жители (2010 год). 
Расположена в западной части области в 3 км к юго-западу от Смоленска, в 5 км севернее автодороги А141 Орёл — Витебск, на берегу реки Ясенная. В 1 км севернее деревни расположена железнодорожная станция Дачная-1 на линии Смоленск — Витебск.

## История
В годы Великой Отечественной войны деревня была оккупирована гитлеровскими войсками в июле 1941 года, освобождена в сентябре 1943 года. 